# Lípa (Vysočina)
Lípa é uma comuna checa localizada na região de Vysočina, distrito de Havlíčkův Brod.